# Карелски провлак
Карѐлският провлак (на руски: Карельский перешеек) е провлак в северозападната част на Русия, между Финския залив на Балтийско море на югозапад и Ладожкото езеро на североизток. На юг граничи с Приневската низина.
На север е изграден основно от гранити и гнайси, а в централните и южни части – от ледникови и езерно-ледникови наслаги (пясъци и чакъли, глинести пясъци, глини и др. подобни). Характеризира се с нискоридов релеф с преобладаващи височини около 50 m, а в южните части – с хълмисто-моренен релеф: ози, ками и моренно плато (Лемболовското възвишение с височина до 173 m). От северозапад на югоизток провлака се пресича от пълноводната река Вуокса. Има многочислени езера с ледников произход. Преобладават иглолистните гори (на север – смърчови, на юг – борови). На територията на провлака са разположени градовете Виборг, Висоцк, Приморск, Приозерск, Зеленогорск, Сестрорецк, Всеволжск и Санкт Петербург, а по крайбрежието на Финския залив – множество вилни селища и курорти.
От края на ІХ в. Карелския провлак е част от територията на Русия. В началото на ХVІІ в. е завладян от Швеция, а с Нищадския мирен договор от 30 август 1721 г. е върнат на Русия. От 1918 до 1940 г. голяма част от него влиза в състава на Финландия. След Съветско-финландската война по мирния договор от 12 март 1940 г. провлакът е върнат на СССР. По време на Втората Световна война от юли 1941 г. до 19 септември 1944 г. е окупиран от немско-финландски войски, след което отново влиза в състава на СССР.